# 霍內爾斯維爾 (紐約州)
霍內爾斯維爾（英語：Hornellsville）是一個位於美國紐約州斯托本縣的鎮。

## 人口
根據2020年美國人口普查的數據，霍內爾斯維爾的面積為112.78平方千米，當中陸地面積為112.22平方千米，而水域面積為0.56平方千米。當地共有人口4039人，而人口密度為每平方千米36人。